# Роуз Перица Мофорд
Роуз Перица Мофорд (енгл. Rose Perica Mofford; 10. јун 1922 — 15. септембар 2016) била је америчка политичарка. Она је хрватског порекла. Била је гувернер Аризоне од 1988. до 1991. године.